# Теракти в Макіївці

## 20 Січня 2011 року
Вранці 20 січня 2011 року в місті Макіївка Донецької області було здійснено два вибухи. Перший стався близько 4:40 біля торговельного комплексу «Голден плаза» в центрі міста. Другий — через півгодини пролунав біля головного входу до будівлі державного підприємства «Макіїввугілля». Жертв й постраждалих зафіксовано не було.
За п'ятдесят метрів від будівлі «Макіїввугілля» правоохоронці знайшли лист із погрозами нових вибухів. Організатори вибухів вимагали до 17 години того ж дня виплатити 4,2 мільйонів євро купюрами по 500 євро. Також автори записки повідомляли, що заміновано 5 місць великого скупчення людей, а 2 ранкові вибухи, було здійснено з метою підтвердження серйозності намірів. Організатори назвали їх «невеликими вибухами». У листі організатори ідентифікували себе як «групу людей, яка виступає проти влади», писали що «дістала ця влада», «наші близькі померли, нам немає чого втрачати».
Через вибухи в Макіївці розпочалася паніка.
За інформацією глави Адміністрації Президента України Сергія Льовочкіна до розслідування вибухів було притягнуто антитерористичний центр СБУ.

### Економічні мотиви
Існує версія, що вибухи сталися, щоб відвернути увагу від грубих порушень фінансової та бюджетної дисципліни на підприємстві. Головне контрольно-ревізійне управління України підтвердило, що результати останньої перевірки виявили «недоліки у веденні бухгалтерського обліку, грубі порушення фінансової та бюджетної дисципліни в цілому на 1 млрд 823 млн 500 тис. гривень», що спричинили збитки державному бюджету на щонайменше кількасот мільйонів гривень.